# Большие Угороды
Большие Угороды — деревня в Шимском районе Новгородской области в составе Медведского сельского поселения.

## География
Находится в западной части Новгородской области на расстоянии приблизительно 27 км на северо-запад по прямой от районного центра поселка Шимск.

## История
На карте 1840 года уже была обозначена как Большие Углы. На карте 1847 года уже современное название и отмечено 113 дворов. В 1907 году здесь (деревня Новгородского уезда Новгородской губернии) было учтено 113 двора. В деревне имеется Троицкая церковь в заброшенном состоянии.

## Население
Численность населения: 644 человека (1907 год), 82 (русские 99 %) в 2002 году, 68 в 2010.